# Tadeusz Kuczyński (przyrodnik)
Tadeusz Kuczyński (ur. 1951 we Wrocławiu) – polski naukowiec zajmujący się ochroną środowiska, profesor nauk przyrodniczych, rektor Uniwersytetu Zielonogórskiego w kadencjach 2012–2016 i 2016–2020.

## Życiorys
Studia na Wydziale Inżynierii Środowiska Politechniki Wrocławskiej ukończył w 1976. W 1980 na tej samej uczelni uzyskał stopień doktora. Habilitował się na Wydziale Melioracji i Inżynierii Środowiska Akademii Rolniczej we Wrocławiu w 1995 na podstawie rozprawy Wpływ systemu wentylacji na okres ogrzewczy w warchlakarni. W 2003 otrzymał tytuł naukowy profesora nauk przyrodniczych. W latach 2002–2008 zajmował stanowisko dziekana Wydziału Inżynierii Lądowej i Środowiska Uniwersytetu Zielonogórskiego. W 2008 objął funkcję prorektora ds. nauki i współpracy z zagranicą tej uczelni. W marcu 2012 został wybrany na rektora Uniwersytetu Zielonogórskiego na czteroletnią kadencję. Zastąpił na tym stanowisku Czesława Osękowskiego. 14 marca 2016 został ponownie wybrany na funkcję rektora UZ na kadencję 2016–2020.
Jest autorem ponad 120 publikacji, w tym około 80 oryginalnych prac badawczych. Jest promotorem pięciu doktoratów.
Odznaczony Krzyżem Kawalerskim Orderu Odrodzenia Polski (2011).